# Röshof
Röshof (fränkisch: Rees-hof) ist ein Gemeindeteil des Marktes Lehrberg im Landkreis Ansbach (Mittelfranken, Bayern). Röshof liegt in der Gemarkung Brünst.

## Geografie
0,5 km südöstlich des Weilers liegt das Waldgebiet Ebene, 0,5 km südwestlich das Brandholz. Die Staatsstraße 2255 führt nach Ansbach (4,5 km südlich) bzw. nach Rügland (6,5 km nördlich). Die Kreisstraße AN 10 führt nach Schönbronn (0,8 km östlich) bzw. nach Kühndorf (1,2 km westlich). Am Weiler verläuft der Fränkische Marienweg vorbei.

## Geschichte
Der Ort wurde 1433 als „Rodsdorff“ erstmals urkundlich erwähnt. Das Bestimmungswort des Ortsnamens ist Rodi, der Personenname des Gründers dieser Siedlung.
Im Jahr 1572 erwarb sich Markgräfin Emilie die drei Höfe des Weilers. 1607 werden die drei Höfe von den Grafen von Mansfeld gekauft. 1610 befreite Markgraf Joachim Ernst von Brandenburg–Ansbach den Ort von allen landesherrlichen Lasten wie Zins, Gült, Steuer oder Fron. In der Folgezeit wechselte der Ort oft seinen Besitzer. Im Jahre 1662 verkaufte Sophia Margarete, die Gattin Albrechts von Brandenburg–Ansbach, das Gut an Christian Friedrich von Crailsheim. Im 16-Punkte-Bericht des Fürstentums Ansbach von 1684 waren die drei Höfe in Rösdorf zu einer Mannschaft zusammengefasst, die das Hofkastenamt Ansbach als Grundherrn hatten. Das Hochgericht übte das brandenburg-ansbachische Hofkastenamt Ansbach aus.
In den Oberamtsbeschreibungen des Johann Georg Vetter von 1732 wurde der Ort erstmals „Röshoff“ genannt.
Gegen Ende des 18. Jahrhunderts gab es in Röshof 5 Anwesen (1 Dreiviertelhof, 1 Viertelhof, 1 Wirtschaft, 1 Haus, 1 Leerhaus). Das Hochgericht übte das Hofkastenamt Ansbach aus. Alle Anwesen hatten das Hofkastenamt Ansbach als Grundherrn. Es gab zu dieser Zeit zwei Untertansfamilien. Von 1797 bis 1808 unterstand der Ort dem Justiz- und Kammeramt Ansbach.
Im Rahmen des Gemeindeedikts wurde Röshof dem 1808 gebildeten Steuerdistrikt Brünst und der 1811 gegründeten Ruralgemeinde Brünst zugeordnet. Im Zuge der Gebietsreform in Bayern wurde diese am 1. Januar 1978 nach Lehrberg eingemeindet.

## Einwohnerentwicklung
| Jahr      | 001818 | 001840 | 001861 | 001871 | 001885 | 001900 | 001925 | 001950 | 001961 | 001970 | 001987 | 002008 |
| Einwohner | 11     | 38     | 42     | 38     | 23     | 22     | 43     | 82     | 42     | 26     | 29     | 25     |
| Häuser    | 2      | 5      |        |        | 5      | 5      | 6      | 6      | 7      |        | 6      |        |
| Quelle    | [ 15 ] | [ 16 ] | [ 17 ] | [ 18 ] | [ 19 ] | [ 20 ] | [ 21 ] | [ 22 ] | [ 23 ] | [ 24 ] | [ 25 ] | [ 1 ]  |

## Religion
Der Ort ist seit der Reformation evangelisch-lutherisch geprägt und bis heute nach St. Johannes (Wernsbach bei Ansbach) gepfarrt. Die Einwohner römisch-katholischer Konfession waren zunächst nach St. Ludwig (Ansbach) gepfarrt, seit 1970 ist die Pfarrei Christ König (Ansbach) zuständig.